# Abbath (album)
Abbath è il primo ed eponimo album in studio del gruppo black metal Abbath, guidato da Abbath Doom Occulta, ex Immortal. Il disco è stato pubblicato nel gennaio 2016.

## Tracce
Testi di Simon Dancaster, musiche degli Abbath, eccetto dove indicato.
1. To War! – 5:35
2. Winter Bane – 6:49
3. Ashes of the Damned – 3:51
4. Ocean of Wounds – 4:44
5. Count the Dead – 4:57
6. Fenrir Hunts – 4:38
7. Root of the Mountain – 5:40
8. Endless – 4:36
9. Riding on the Wind (Glenn Tipton, Rob Halford, K.K. Downing) (Bonus track; Judas Priest cover) – 3:04
10. Nebular Ravens Winter (Demonaz, Abbath) (Bonus track; Immortal cover) – 4:16

## Formazione

### Gruppo
- Abbath Doom Occulta – chitarra, voce, basso (in Riding on the Wind)
- King ov Hell – basso (eccetto Riding on the Wind)
- Creature – batteria

### Altri musicisti
- Ole Andre Farstad – chitarra (in To War, Count the Dead, Fenrir Hunts)
- Gier Bratland – tastiere, samples (eccetto Ocean of Wounds)
- Herbrand Larsen – tastiere, samples (in Ocean of Wounds)